# ネルソン (戦艦)
ネルソン (HMS Nelson, 28) は、イギリス海軍の保有した戦艦。ネルソン級戦艦の1番艦でアームストロング社のニューカッスル造船所で建造された。艦名は、ナポレオン戦争当時の提督、初代ネルソン子爵ホレーショ・ネルソンに因む。
英、日、米海軍は、1922年より、ワシントン軍縮条約により新戦艦建造時の制限を受け、基準排水量3万5千トンに抑えられていた。そこでイギリスは基準排水量3万3千5百トン、40.6cm(45口径)9門搭載の戦艦の建造を決定した。速力23ノットとこの時期建造された戦艦としては最も低速であった。艦の前部に3連装砲塔が3基配置されていて、艦の後部に艦橋が配置された、極めて珍しい形となった。装甲は当時としては極めて重厚であり、16インチ砲艦全体で見ても最も厚い部類である。

## 艦歴
就役した「ネルソン」は本国艦隊の旗艦となったが、第二次世界大戦が開戦するまで近代化改修も受けず重要な任務に就くこともなかった。1931年に姉妹艦の「ロドニー」と「ネルソン」の乗員はインヴァーゴードン反乱に参加した。1934年1月12日、西インド諸島に向かおうとしていた「ネルソン」はポーツマス沖で座礁した。
第二次世界大戦の開戦後、「ネルソン」はドイツ海軍の巡洋艦・駆逐艦部隊の出撃に備えて北海に出動し、10月30日にオークニー諸島近海で潜水艦「U56」の雷撃を受けて魚雷3本が命中したが爆発せず、損傷をまぬがれた。11月23日、ドイツ戦艦「シャルンホルスト」と「グナイゼナウ」が仮装巡洋艦「ラワルピンディ」を撃沈する。ドイツ戦艦を捕捉するため「ネルソン」も出撃したが、ドイツ戦艦は嵐にまぎれて無事に帰投してしまい、12月4日にロッホ・ユーに戻った際に「ネルソン」は触雷した。これはドイツ潜水艦「U31」が敷設した磁気機雷であった。
1940年8月に復帰した「ネルソン」はドイツ軍のイギリス上陸（アシカ作戦）に備えてイギリス海峡に配置された。
その後、1941年4月から大西洋で船団の護衛任務に従事し、戦艦「ビスマルク」追撃戦の知らせが来ると、フリータウンからジブラルタルに移動してビスマルクの大西洋進出に備えた。1941年6月にはH部隊に配属され、地中海でサブスタンス作戦、ステイタス作戦、ハルバード作戦に参加した。
1941年6月4日、空母「ヴィクトリアス」のソードフィッシュがアゾレス諸島北方で補給兼哨戒船「Gonzenheim」を発見。「ネルソン」と軽巡洋艦「ネプチューン」は「Gonzenheim」を捕捉し、「Gonzenheim」は沈んだ。
マルタへの補給作戦であるハルバード作戦中の9月27日に「ネルソン」はイタリア空軍のSM.84の雷撃を受け、魚雷1本が命中し損傷。本国に戻って修理を実施した。
1942年8月にH部隊旗艦としてジブラルタルに戻り、ペデスタル作戦に参加してマルタ島への船団護衛の任に就いた。その後も地中海でトーチ作戦に参加し、1942年11月のアルジェリア上陸、1943年7月のシチリア島上陸、1943年9月のサレルノ上陸などを支援し、上陸地点の沿岸へ艦砲射撃を行った。1943年9月29日に「ネルソン」の艦上でアイゼンハワー将軍とバドリオ元帥によるイタリアとの休戦の調印が行われた。
「ネルソン」は修理と対空火器と増設のため、1943年11月にイギリスに帰還した。改修工事の完了後、艦隊に復帰してノルマンディー上陸作戦を支援したが、1944年6月18日に機雷2個に触雷し、修理のためフィラデルフィア工廠（ペンシルベニア州）に向かった。
1945年11月に本国艦隊の旗艦に復帰し、1946年7月に練習戦艦へ類別変更、1947年に除籍。1949年2月にスクラップとして売却され、1949年3月15日にインヴァーキーシングにて解体された。

## 艦内生活
第二次世界大戦の最後の年に本艦に乗艦したJ・W・ホリデー上等水兵によれば、水兵たちはハンモックで睡眠をとったが、「とりわけ海が荒れている時は驚くほど快適だった」と語っている。ホリデーによると21歳以上の乗員に毎日ラム酒が配給されており、これを受け取るのが毎朝の日課だった。配給されたラム酒は水で割られたりして飲まれた。また、誕生日の水兵は、飲めなくなるまで全員からラム酒を分けてもらい、酔いつぶれた後は翌日までハンモックで寝続けても許された。
戦争が終わり帰国した彼らは、手を振る群衆に気前良く備蓄されていたオレンジやバナナといったものを放り投げた。こうした異国の果物は、祖国で自分たちを待っていてくれた友人や家族たちへ何よりの土産となった。

## 主な活動
- 大西洋船団護衛
- 地中海輸送掩護
- 北アフリカ
- 南イタリア
- ノルマンディ上陸作戦
- マレー半島侵攻作戦

## ギャラリー

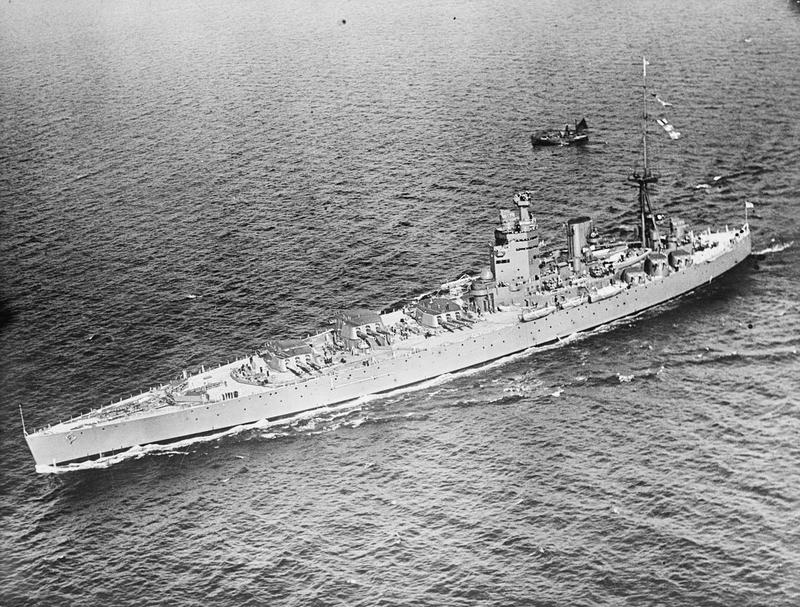
理由は不明だが、主砲・副砲を左舷に指向している。
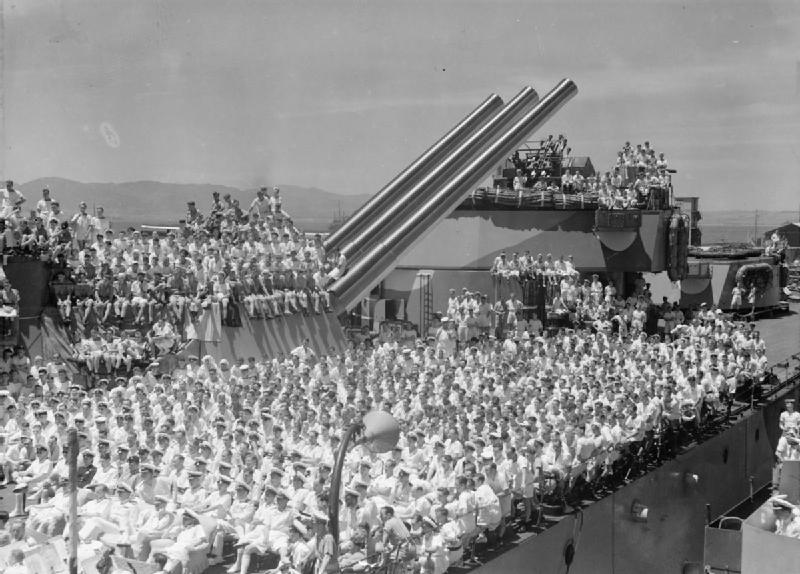
大戦中、ネルソン艦上でショーを見物する兵士たち。 カメラに写っていない所ではヴィヴィアン・リー、レスリー・ヘンソン、ベアトリス・リリー主演でショーが行われている。
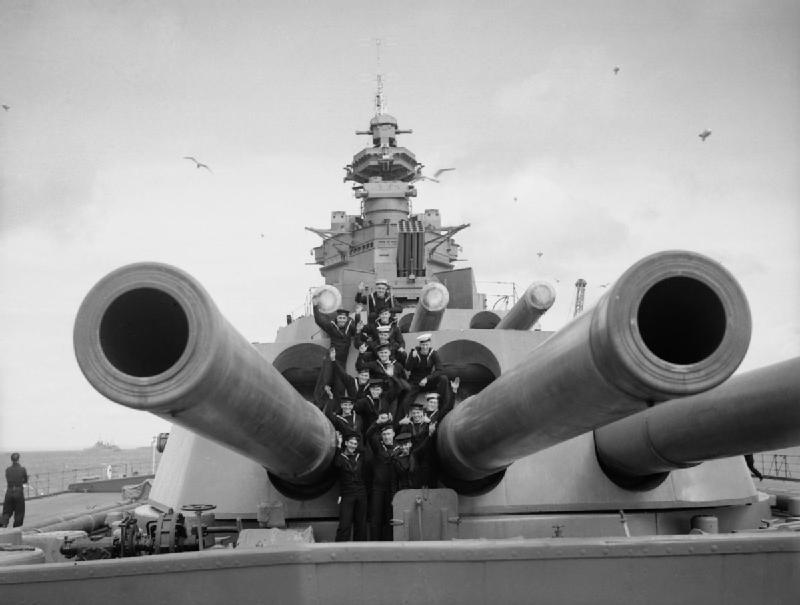
詳細不明。 後方の砲身には砲口栓がなされている。 （1941年撮影）